# Heinze's Resurrection
Heinze's Resurrection è un cortometraggio muto del 1913 diretto da Mack Sennett con Ford Sterling, Edgar Kennedy e Nick Cogley.

## Produzione
Il film fu prodotto dalla Keystone.

## Distribuzione
Il film uscì nelle sale il 13 febbraio 1913, distribuito dalla Mutual Film.

### Date di uscita
- USA	17 febbraio 1913

Alias
- The Funeral	USA (titolo di lavorazione)